# Greg Stella
Greg Stella (Curitiba, 1986) é um roteirista de quadrinhos brasileiro. É autor do fanzine Nas Dobras do Mundo. Escreveu o roteiro dos romances gráficos Meu Pai É um Homem da Montanha (independente, 2015, assinando como Gregório Bert), Eles Estão por Aí (Todavia, 2018) e Sob o Solo (Pipoca & Nanquim, 2019), todos com ilustrações de sua esposa, Bianca Pinheiro.
Pelo romance gráfico Eles Estão por Aí, Greg e Bianca foram indicados ao Prêmio Jabuti de histórias em quadrinhos em 2019, ficaram em terceiro lugar na edição de 2019 do Prêmio Grampo e ganharam o Prêmio APCA de Literatura de 2018 na categoria "Infantil / Juvenil / Quadrinhos" (a despeito do livro não ser voltado ao público infantil).